# ČD 471
De ČD 471 treinstellen, ook CityElefant genoemd, zijn een serie dubbeldekstreinstellen van de Tsjechische spoorwegvervoerder České dráhy. Ze bestaan uit drie delen en worden hoofdzakelijk ingezet op het voorstadse verkeer rondom Praag en Ostrava, bijvoorbeeld op de meeste diensten van het netwerk van Esko Praha. De treinen zijn door de jaren heen meerdere keren gemoderniseerd waardoor ze nu in verschillende kleurstellingen te zien zijn.

## Andere landen
Škoda heeft aan verschillende landen treinen van hetzelfde type verkocht:

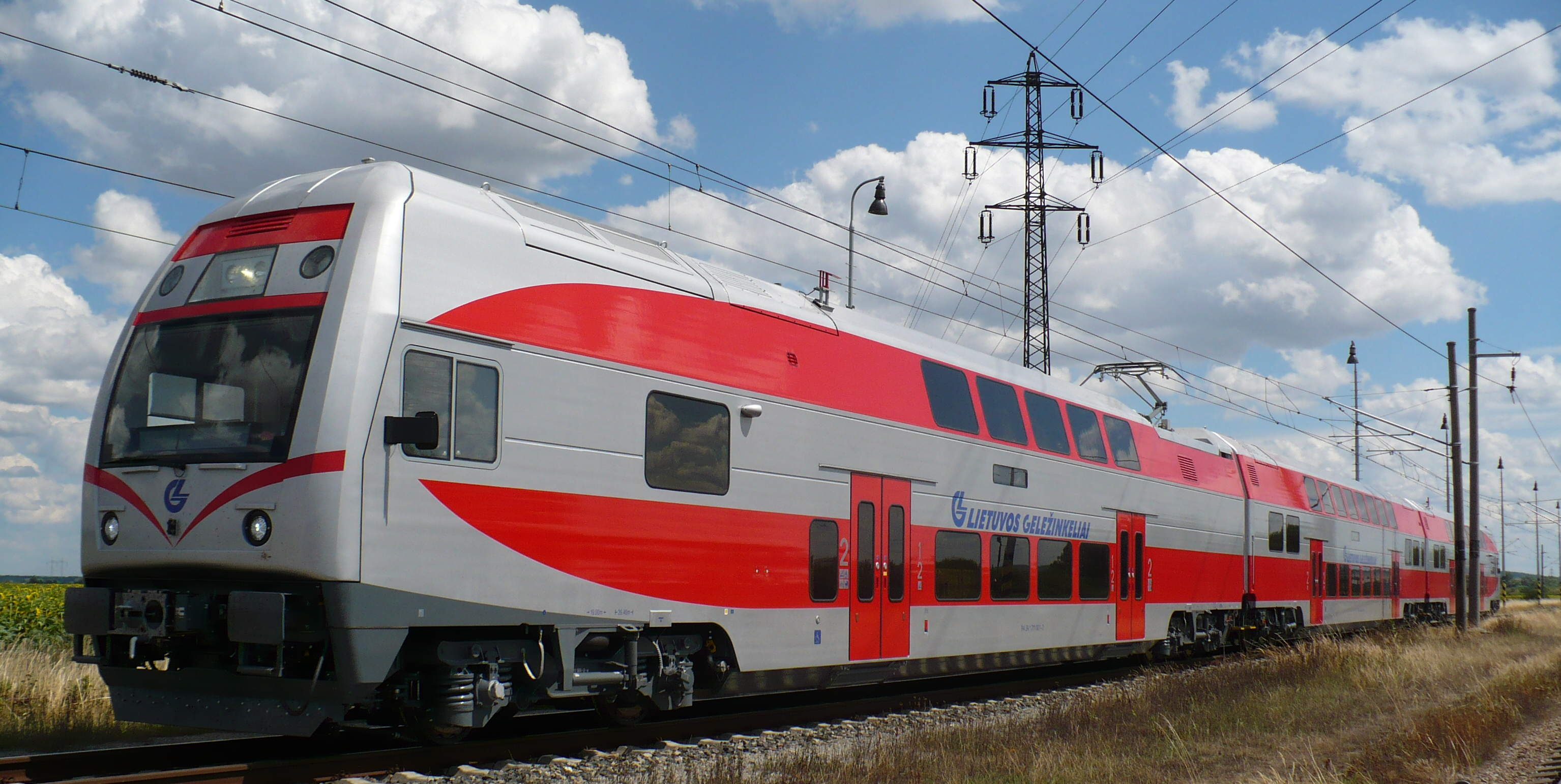
De Litouwse variant EJ 575

#### Litouwen
De Litouwse spoorwegmaatschappij Lietuvos Geležinkeliai bezit tien treinen die zij EJ575 noemen. Het interieur is grotendeels gelijk aan de Tsjechische variant. Er zijn ook tweedelige treinstellen in dienst, de maximumsnelheid is bij deze variant opgeschroefd naar 160 km/u.

#### Oekraïne

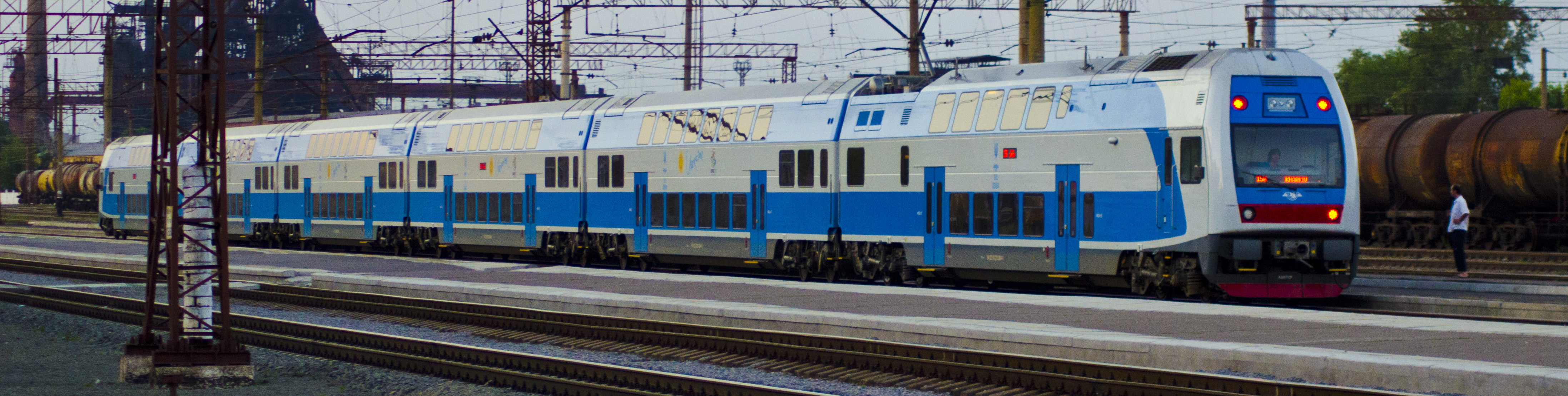
De Oekraïense EJ 675

De Oekraïense staatsspoorwegen Ukrzaliznytsia bestelde in de aanloop naar het EK van 2012 twee treinen van dit type, speciaal aangepast voor Sovjet-spoorbreedtes. De bedoeling was om in totaal tussen de 50 en 60 treinstellen te bestellen om zo het regionale treinvervoer in het land weer beter op gang te krijgen, dit is echter nooit gebeurd. 

#### Slowakije

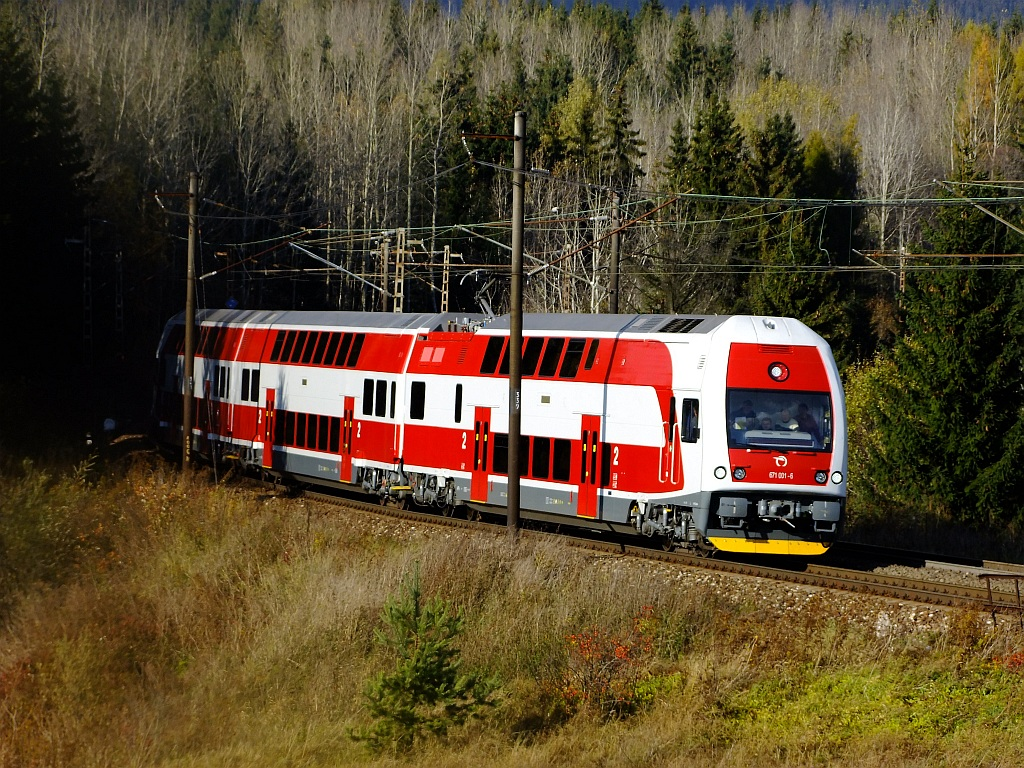
De 671 van de ZSSK

De Slowaakse variant van de CityElefant is qua bouw exact gelijk aan de Tsjechische, maar er bestaan ook treinstammen waarbij een locomotief noodzakelijk is om te rijden. Het zijn allen driedelige treinen en de maximumsnelheid is verhoogd naar 160 km/u.